# Разъезд № 36
Разъезд № 36 — село в Ишимском районе Тюменской области России. Входит в состав Тоболовского сельского поселения.

## География
Село находится у автодороги Р402, на расстоянии 24 км к северо-западу от города Ишим, административного центра района.

### Часовой пояс
Село Разъезд № 36, как и вся Тюменская область, находится в часовой зоне МСК+2. Смещение применяемого времени относительно UTC составляет +5:00.

## Население
| 2010 |
| ---- |
| 21   |

### Национальный состав
Согласно результатам переписи 2002 года, в национальной структуре населения русские составляли 96 % из 28 чел.

## Улицы
В селе имеется одна улица — Садовая.

## Транспорт
В селе находится остановочный пункт Опеновка Свердловской железной дороги.